# Сеньков (Чортковский район)
Сеньков (укр. Сеньків) — село в Монастырисской городской общине Чортковского района Тернопольской области Украины.
Население по переписи 2001 года составляло 243 человека. Почтовый индекс — 48340. Телефонный код — 3555.

## История
Село известно с XVIII века. В период 1962—1966 годов село входило в Бучачский район. После ликвидации Монастырисского района, в июле 2020 вошло в состав Чертковского района.

## Памятники
Каменный храм Пресвятой Богородице, 1993 года постройки.
Памятник погибшим в боях против гитлеровских оккупантов в составе Красной Армии (1985)
Памятный крест, на месте могилы Борцам за свободу Украины (1953)